# Hypanartia sulla
Hypanartia sulla är en fjärilsart som beskrevs av Gustav Weymer 1890. Hypanartia sulla ingår i släktet Hypanartia och familjen praktfjärilar. Inga underarter finns listade i Catalogue of Life.